# Thomas Eriksson (ski de fond)
Pour les articles homonymes, voir Thomas Eriksson et Eriksson.
Thomas Eriksson (né le 16 octobre 1959) est un ancien fondeur suédois.

## Palmarès

### Jeux Olympiques
| Épreuve / Édition | Lake Placid 1980 |
| 15 km             | 11e              |
| 50 km             | 16e              |
| 4 × 10 km         | 5e               |

### Championnats du monde
| Épreuve / Édition | Oslo 1982 | Seefeld 1985 | Oberstdorf 1987 | Lahti 1989 | Val di Fiemme 1991 | Falun 1993 |
| 10 km             |           |              |                 |            | 7e                 | 36e        |
| 15 km             |           |              |                 | 5e         |                    |            |
| 25 km Poursuite   |           |              |                 |            |                    | 27e        |
| 30 km             | Or        |              | 11e             |            |                    |            |
| 50 km             |           |              |                 | 8e         |                    |            |
| 4 × 10 km         |           | Bronze       |                 |            | Argent             |            |

### Coupe du monde
- Meilleur classement final: 6e en 1986.
- 1 victoire.